# Mauro Rosales
Mauro Damián Rosales (ur. 24 lutego 1981 w Villa María) – argentyński piłkarz występujący na pozycji skrzydłowego lub cofniętego napastnika.

## Kariera klubowa
Mauro Damián Rosales zawodową karierę rozpoczynał w 1999 w Newell’s Old Boys Rosario. W pierwszym sezonie występów w tej drużynie Argentyńczyk na boisku pojawił się tylko 4 razy, jednak z roku na rok grał coraz więcej. W sezonie 2002/2003 w 30 ligowych pojedynkach zdobył 11 bramek, a w kolejnych rozgrywkach w 36 meczach strzelił 14 goli. Dobra forma Rosalesa została zauważona przez wiele klubów z Europy, między innymi przez holenderski AFC Ajax.
Działacze Ajaksu pozyskali Rosalesa latem 2004 za niecałe 2 miliony euro. W debiutanckim sezonie w barwach Ajaksu Argentyńczyk wystąpił w 22 spotkaniach Eredivisie, w których 5 razy wpisał się na listę strzelców. Zadebiutował 12 września w zremisowanym 3:3 wyjazdowym pojedynku z ADO Den Haag. W kolejnych rozgrywkach Argentyńczyk zanotował 29 występów, jednak ani razu nie zdołał pokonać bramkarza rywali. W 2006 Rosales wraz z drużyną zdobył Puchar Holandii.
Wychowanek Newell’s Old Boys pozostał na Amsterdam ArenA na rundę jesienną sezonu 2006/2007, po czym w styczniu 2007 powrócił do kraju i podpisał kontrakt z Club Atlético River Plate. Zdobył z nim mistrzostwo Argentyny Clausura 2008. W 2010 został wolnym zawodnikiem.
18 marca 2011 roku Rosales podpisał kontrakt z grającą w MLS drużyną Seattle Sounders FC. W 2014 grał w CD Chivas USA, a następnie w Vancouver Whitecaps FC. W 2016 trafił do FC Dallas.

## Kariera reprezentacyjna
Razem z reprezentacją Argentyny do lat 20 Rosales w 2004 zdobył mistrzostwo świata juniorów. W tym samym roku pojechał na Igrzyska Olimpijskie, na których Argentyńczycy wywalczyli złoty medal. Mauro na turnieju tym zdobył jedną z bramek w wygranym 6:0 spotkaniu przeciwko Serbii i Czarnogórze.